# Hodenc-en-Bray
Hodenc-en-Bray – miejscowość i gmina we Francji, w regionie Hauts-de-France, w departamencie Oise.
Według danych na rok 1990 gminę zamieszkiwały 382 osoby, a gęstość zaludnienia wynosiła 38 osób/km² (wśród 2293 gmin Pikardii Hodenc-en-Bray plasuje się na 625. miejscu pod względem liczby ludności, natomiast pod względem powierzchni na miejscu 451.).